# Miguel Martelo Lourenço
Miguel Martelo Lourenço (Sesimbra, 27 maggio 1992) è un calciatore portoghese, difensore dell'Amora.

## Carriera

### Club

#### Vitória Setúbal e Casa Pia
Miguel Lourenço è nato nel 1992 a Quinda do Conde, Sesimbra, nel distretto di Setúbal. Dopo varie esperienze in piccole squadre locali, a 14 anni viene aggregato alle giovanili del Vitória Setúbal. Nella stagione 2010-2011 entra in prima squadra e l'anno dopo viene prestato alla Casa Pia. Il 26 agosto 2012, tornato a Setúbal, esordisce in Primeira Liga, giocando il secondo tempo della sconfitta per 0-5 in casa contro il Benfica. Il 23 febbraio 2013 segna la prima rete tra i professionisti: il gol che decide l'1-0 contro il Beira-Mar all'Estádio do Bonfim.

#### Prestito al Santa Clara e ritorno al Vitória
Nel 2013-2014 viene trasferito a titolo temporaneo al Santa Clara, in Segunda Liga. A fine annata torna al Vitória Setúbal e milita in massima serie in altre due stagioni, collezionando in tutto 24 presenze in campionato.

#### Zirə e União Madeira
Il 28 giugno 2016 viene girato allo Zirə, in prima divisione azera. Dopo essere sceso in campo in venti occasioni, lascia l'Azerbaigian. Tornato in patria, rimane svincolato fino alla fine di dicembre 2017, quando firma un contratto da un anno e mezzo con l'União Madeira, in seconda serie.

#### Mafra
Dal 2018 al 2021 ha giocato nel Mafra.

### Nazionale
Ha collezionato tredici presenze in tutte le nazionali giovanili del Portogallo. Il 15 ottobre 2012 viene convocato per la prima volta nelle file della nazionale lusitana under-21, giocando nel corso del primo tempo dell'amichevole persa 0-1 in casa contro l'Ucraina.